# Вита (баскетбольный клуб)
«Вита» — мужской баскетбольный клуб представляющий столицу Грузии — Тбилиси, основан в 1992 году. Играл в грузинской Высшей Лиге, был расформирован в 1999 году, в 2007 году был возрождён, но снова расформирован в 2008 году. В 2015 году клуб снова начал выступать и был принят в состав Единой лиги ВТБ сезона 2015/2016.

## История
В 1992 году грузинский бизнесмен Темур Датикашвили создал баскетбольную команду «Вита», название клуб получил в честь банка, который принадлежал Датикашвили. Уже в следующем году коллектив выиграл золото Грузии, после чего команда ещё 6 раз повторила этот успех. В 1999 году у клуба начались финансовые проблемы, из-за чего команда сменила название на «СТУ-Геоцелл». Также клуб был участником Евролиги в 1995, 1996 годах, в обоих случаях «Вита» не прошла квалификацию. В 2008 году клуб расформирован. В 2015 году клуб был возрожден и принят в состав Единой лиги ВТБ сезона 2015/2016, за тур до конца регулярного чемпионата клуб снялся с турнира из-за финансовых проблем.

## Главные тренеры
- 2015 —  Павел Гооге
- 2016 —  Николайс Мазурс

## Достижения
Чемпионат Грузии
- Чемпион (7): 1992/1993, 1993/1994, 1994/1995, 1995/1996, 1996/1997, 1997/1998, 2004/2005

## Названия
- с 2015 — Вита
- 2007—2008 — Вита
- 2000—2007 — СТУ-Джеосели
- 1992—2000 — Вита